# Córka prezydenta (film)
Córka prezydenta (First Daughter) – film amerykański z 2004 roku.

## Opis fabuły
Samantha jest jedyną córką prezydenta Stanów Zjednoczonych, dorasta i pragnie zobaczyć, jak to jest być normalną dziewczyną. Jednak, kiedy wydaje się, że wszystko idzie po jej myśli, okazuje się, że jest zupełnie inaczej. Gdy wyjeżdża na studia, nie ma łatwego startu przez swoich ochroniarzy, którzy pilnują jej jak oka w głowie. Przez to Samantha prosi ojca, by ten choćby ograniczył jej ochronę. Ojciec zgadza się, ale niestety nic w tej sprawie nie robi. Dziewczyna zakochuje się (ze wzajemnością) w koledze ze studiów. Spędza z nim uroczy dzień. Następnego dnia dowiaduje się, że chłopak jest podstawionym bodyguardem i postanawia go złowić na zazdrość, umawia się na randki, a ten ją ochrania.

## Obsada
- Katie Holmes – Samantha Mackenzie
- Marc Blucas – James Lansome
- Amerie – Mia Thompson
- Michael Keaton – prezydent Mackenzie
- Margaret Colin – Melanie Mackenzie
- Lela Rochon Fuqua – Liz Pappas

i inni.